# Arthur Drewry

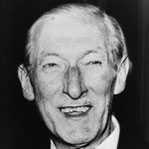
Arthur Drewry

Arthur Drewry (* 3. März 1891 in Grimsby; † 25. März 1961) war ein britischer Fußballfunktionär und von 1956 bis 1961 der fünfte Präsident der FIFA.
Der Engländer Drewry war Geschäftsmann in der Fisch verarbeitenden Industrie in seiner Heimatstadt Grimsby. Nach dem Ersten Weltkrieg heiratete er die Tochter des Vereinspräsidenten von Grimsby Town und folgte seinem Schwiegervater im Amt nach. Ab 1944 leitete er die Auswahlkommission der Football Association (FA), die vor der Ernennung von Walter Winterbottom zum ersten Nationaltrainer 1946 die Nationalmannschaft aufstellte. Nach dem Krieg verhandelte er gemeinsam mit Stanley Rous den Wiedereintritt der britischen Verbände in die FIFA und wurde anschließend durch Jules Rimet zu deren Vizepräsidenten ernannt. Von 1949 bis 1954 war er Präsident der Football League, von 1955 bis 1961 Vorsitzender der FA; in dieser Zeit arbeitete er eng mit seinem Generalsekretär Rous zusammen. Am 9. Juni 1956 trat er die Nachfolge des verstorbenen Rodolphe William Seeldrayers als FIFA-Präsident an, dessen Geschäfte er zuvor bereits ein halbes Jahr lang interimsweise geleitet hatte. Er eröffnete 1958 in Stockholm die 6. Weltmeisterschaft. Drewry starb 1961 kurz nach seinem 70. Geburtstag; Rous folgte ihm im Amt des FIFA-Präsidenten nach.